# 阿部潤
阿部 潤（あべ じゅん、1972年2月6日 - ）は、日本の漫画家。静岡県出身。

## 経歴
- 1990年 『週刊ヤングマガジン』（講談社）に掲載された『値段はいいよ』でデビュー。
- 1994年 『ヤングサンデー』（小学館）に掲載された『スタミナ』で初連載。

## 作品

### 連載
- スタミナ（『ヤングサンデー』 1994年15号 - 24号、小学館）
- the山田家（『ヤングサンデー』→『週刊ヤングサンデー』 1995年3号 - 1999年50号、小学館）
- プチ（『ヤングサンデー増刊 大漫王』 17号 - 29号、『別冊ヤングサンデー 1号 - 12号（1997年 - 2001年）、小学館）
- ミルオポン（『週刊ヤングサンデー』 2000年6号 - 46号、小学館）
- ジャパニーズ あほっ子キッズ（『月刊サンデーGX』 2000年8月号 - 2002年7月号、小学館）
- 風のひゅうすけ!!（『小学二年生』 2001年12月号 - 2002年3月号、小学館）
- おとなのおもちゃ ぢゃんきぃ（『週刊ビッグコミックスピリッツ』 2003年42号 - 2008年25号、小学館）
- はじめて赤ちゃん（『全部ホンネの笑える話』、秋田書店）
- ラーメン王子（監修：大崎裕史、『コミックチャージ』 2007年15号 - 2008年23号、角川書店）
- 魅機ちゃん（小説：平山瑞穂、『月刊IKKI』 2007年9月号 - 2008年8月号、小学館）
- パパがも一度恋をした（『週刊ビッグコミックスピリッツ』 2009年43号 - 2012年36・37合併号 、小学館）
- 漫才ギャング（原作：品川ヒロシ、『ヤングエース』 2010年10月号 - 2011年8月号、角川書店）
- パパ、育児できるかな？（『すくすくパラダイス』、竹書房）
- 忘却のサチコ（『週刊ビッグコミックスピリッツ』、2014年37・38合併号 - 連載中、小学館）

### 主な読切
- 値段はいいよ（週刊ヤングマガジン 1990年53号、講談社）
- コミック☆星新一 冬の蝶（ミステリーボニータ 2003年11月号、秋田書店）
- コミック☆星新一 処刑（ミステリーボニータ 2004年3月号、秋田書店）
- じぃじぃ（ビッグコミック 2009年1号、小学館）

### その他
- アリス・イン・ワンダーランド（コミック描き下ろし、講談社）